# المادة الثالثة من قانون حقوق الإنسان لعام 1998
المادة الثالثة من قانون حقوق الإنسان لعام 1998 هي إحدى أحكام قانون حقوق الإنسان لعام 1998 الذي يمكّن من تفعيل القانون في المملكة المتحدة. تشترط هذه المادة على المحاكم تفسير كل من التشريع الأساسي والثانوي بحيث تتوافق أحكامها مع مواد الاتفاقية الأوروبية لحقوق الإنسان، والتي تُعد أيضًا جزءًا من قانون حقوق الإنسان لعام 1998. وهذا التفسير يتجاوز بكثير التفسير القانوني العادي ويشمل التشريعات السابقة والمقبلة وبالتالي منع إبطال قانون حقوق الإنسان ضمنيًا بموجب تشريعات مناقضة لاحقة.
طبقت المحاكم المادة الثالثة من الثانون خلال ثلاثة أشكال من التفسير «التسجيل» – أي عند إدراج الكلمات التي لم توجد في القانون؛ و«الاستخراج» أي عندما تُحذف الكلمات من القانون؛ و«الانتقاص» أي عند اختيار معنى معين ليكون في حالة الامتثال. فهي لا تفسر القوانين لتتعارض مع القصد التشريعي، وكانت المحاكم مترددة خصوصًا في «الاستخراج» من الأحكام لهذا السبب. وإذا لم يكن من الممكن تفسير ذلك، جاز لها إصدار إعلان تعارض بموجب المادة الرابعة من القانون.
وقد عُلق على العلاقة بين المادتين الثالثة والرابعة والسيادة البرلمانية على نطاق واسع. وكان النقد الأكثر شيوعًا القيود الضمنية على السيادة التشريعية. وشكك معارضو هذا النقد في كل من دقة الوقائع واقتراحه على ضرورة تجنب إضعاف السيادة البرلمانية. ويستشهدون بدلًا من ذلك بالأخلاق والدستورية باعتبارهما من السمات الإيجابية لهذا التغيير. وضعت حدود سلطات المحاكم موضع الشك. فكانت رجعية سن القوانين نقدا يتعلق بسيادة القانون، وذلك رغم أن النهوض بحقوق الإنسان يُعتبر ميزة إيجابية مرتبطة أيضًا بسيادة القانون. بينما انتُقد نطاق المادة الثالثة بسبب غموضها ووُجهت تحذيرات بفرض السلطة القضائية على نطاق البرلمان، إلا أنه قد طُعن أيضًا في ذلك.

## السياق
تعتبر حقوق الإنسان حقوقًا عالمية وهي ذات أهمية كبيرة وتتعلق بالفرد وليس بصورة جماعية؛ ومن جملتها أنها تستطيع منح الحريات والمطالبات والحصانات والسلطات. ووضعت الاتفاقية الأوروبية لحقوق الإنسان في أعقاب الحرب العالمية الثانية لدعم هذه الحقوق.
وصدّقت المملكة المتحدة على الاتفاقية الأوروبية لحقوق الإنسان في عام 1951، وقبلت حق الالتماس الفردي أمام المحكمة الأوروبية لحقوق الإنسان في ستراسبورغ في عام 1966. وجعل قانون حقوق الإنسان لعام 1998 معظم حقوق الاتفاقية قابلة للتنفيذ مباشرةً في المحكمة البريطانية لأول مرة. وقد استُبعدت المادتان الأولى والثالثة عشر اللتان قالت الحكومة أن القانون حققهما وبالتالي لم تكن ذات صلة بالحقوق المنفذة بموجبه. وكان لقانون حقوق الإنسان تأثير كبير على القانون البريطاني ولا يزال قانونًا له «أهمية دستورية أساسية».

## الأحكام والنصوص
تنص المادة الثالثة الحكم (1) على أنه «يجب قراءة التشرعات الأولية والتشريعات الثانوية وتطبيقها بطريقة تتوافق مع حقوق الاتفاقية قدر الإمكان». وبناءً على ذلك، يجب أن تقرأ المحكمة أي قانون يصدره البرلمان لدعم حقوق الاتفاقية حيث أمكن ذلك. فمن المحتمل أن تكون هذه المادة من القانون على أوسع نطاق.

وبالتالي فإن حقوق الإنسان مبينة على عدد صغير من الحريات المطلقة المعترف بها سابقًا والتي لا يمكن إخضاعها صراحةً إلا هدف آخر. وهذا يختلف عن الأنظمة الأخرى مثل مشروع قانون الحقوق النيوزيلندي الذي يتطلب تفسيرًا ليكون «منطقيًا». كما حدث في قضية الملكة الحاكمة ريجينا (آندرسون) ضد وزير الداخلية، فإن البديل الذي يتعذر فيه تفسير ذلك هو إعلان عدم التوافق في إطار المادة الرابعة. وقال اللورد هوفهمان في قضية الملكة الحاكمة ريجينا (سيمز) ضد وزير الداخلية التي تسد تطبيق قانون حقوق الإنسان:
«إن السيادة البرلمانية تعني أنه يمكن للبرلمان في حال اختياره أن يسن تشريعات تتعارض مع المبادئ الأساسية لحقوق الإنسان. فإن قانون حقوق الإنسان لعام 1998 لن ينتقص من هذه السلطة. وإن القيود المفروضة على ممارسته من قبل البرلمان هي في النهاية سياسية وليست قانونية. ولكن مبدأ الشرعية يعني أنه يجب على البرلمان مواجهة ما يفعله وقبول التكلفة السياسية. ولا يمكن تجاوز الحقوق الأساسية بكلمات عامة أو غامضة. وهذا بسبب وجود مخاطرة كبيرة جدًا من أن تكون الاثار الكاملة لمعناها غير المشروط قد مرت دون أن يلاحظها أحد في العملية الديمقراطية. وتفترض المحاكم أنه حتى أكثر الكلمات عمومية يقصد بها أن تخضع للحقوق الأساسية للفرد نظرًا لعدم وجود لغة صريحة أو معنى ضمني ضروري على عكس ذلك. إن محاكم المملكة المتحدة رغم اعترافها بسيادة البرلمان فإنها تطبق بهذه الطريقة مبادئ دستورية مختلفة قليلًا عن تلك الموجودة في البلدان التي تكون فيها سلطة الهيئة التشريعية محدودة صراحة بموجب وثيقة دستورية».
تتطلب «القراءة والتنفيذ» تفسيرًا للتشريع «قدر الإمكان» حيث يوجد تفسير مفتوح للمحكمة يتسق مع حقوق الاتفاقية والذي يجب اختياره على من لا يختارونه. وكان هناك بعض الخلاف بين القضاة وفيما يتعلق بالمدى الذي وصل إليه هذا الحكم وذلك بعد تقديم قانون حقوق الإنسان. وقال اللورد ستين في قضية الملكة الحاكمة ريجينا ضد A: «إن الالتزام التفسيري بموجب المادة الثالثة من قانون عام 1998 يعتبر التزامًا قويًا. ويُطبق حتى لو لم يكن هناك أي غموض في اللغة بمعنى أن تكون اللغة قادرة على إيصال معنيين مختلفين».
وأشار أيضًا إلى أنه قد يلزم بموجب المادة الثالثة «اعتماد تفسير قد يبدو متكلفًا لغويًا» وأن إعلان التعارض كان يُلجأ إليه «كملاذ أخير». ومع ذلك، وقد أثبتت قضية In re S أنه قد تكون هناك حالات يمكن أن يذهب فيها التفسير إلى أبعد من اللازم ويمكن للمحكمة أن تتولى سلطة إدارية لن تكون لها في الأحوال العادية ومع ما يترتب على ذلك من نتائج عملية، فإنه ليس من الأفضل أخذها في الاعتبار: «إن المعنى الذي يخرج فعليًا من سمة أساسية في قانون البرلمان من المحتمل أن تتخطى الحدود ما بين التفسير والتعديل».
وبالنظر إلى أن الصياغة الدقيقة للقانون يمكن تغييرها بموجب المادة فإن «الفحوى» كان مهمًا بينما يتعارض مع «فحوى» تتطلب سلطة تشريعية لا تتمتع بها المحاكم. يجب اعتبار صياغة القانون الهدف الأساسي للبرلمان رغم إمكانية استخدام مصادر أخرى. ويبدو أن القرار الصادر في قضية غيدان ضد جودين ميندوزا قد حقق بعض التسوية للنهج المتبعة في الحالات القصوى.
وتمتد المادة الثالثة الحكم (2. أ) ليشمل قوانين البرلمان السابقة والمقبلة بالإضافة إلى التشريعات الحالية. وبالتالي يتناقض ذلك مع السياسة المعتادة المتمثلة في الإبطال الضمني حيث يُحل أي تعارض بين القوانين لصالح القانون اللاحق. لذلك وجب إبطال قانون حقوق الإنسان بوضوح (أو بصراحة) بموجب قانون برلماني يتعمد القيام بذلك، وليس مجرد إدخال تشريع متناقض.
وبالتالي فإن القانون يحمل قوة معيارية إضافية ويُعتبر دستوريًا في طابعه نتيجة لذلك. ومن المعترف به على نطاق واسع أن البرلمان ربما لا يتعارض أبدًا مع حقوق الاتفاقية أو على الأقل نادرًا ما يفعل ذلك. وتؤكد المادتان الثالثة (2. ب) والثالثة (2. ج) صحة جميع التشريعات سواء فُسّرت بموجب المادة الثالثة أم لا. لذلك، يمكن القول بأن المادة الثالثة تحمي التشريعات الأولية التي تتعارض مع القانون وأي تشريعات ثانوية تصدر بموجب هذه التشريعات الأولية.